# Heinrich Giesen
Heinrich Giesen (* 10. September 1910 in Barmen; † 12. Oktober 1972 in Berlin) war ein deutscher evangelischer Geistlicher.
Seine Prägung erhielt Giesen durch die Bekennende Kirche. Er war zunächst Studentenpfarrer in Köln und Aachen, bevor er 1950 Generalsekretär des Deutschen Evangelischen Kirchentages wurde. Zehn Kirchentage prägte er wesentlich mit. 1961 übernahm er die Leitung der Berliner Stadtmission und das Amt des Beauftragten für Mission in Berlin. Er begründete die Minuten-Andachten in der Kaiser-Wilhelm-Gedächtniskirche. Seine Andachtsbücher (Sei fünf Minuten still u. a.) erschienen in hoher Auflage und in verschiedenen Fremdsprachen.
Einem breiten Publikum wurde er als regelmäßiger Sprecher der ARD-Sendung Das Wort zum Sonntag bekannt. Sein Sohn Traugott Giesen wurde ebenfalls Pfarrer.